# فابیو سینتی
فابیو سینتی (انگلیسی: Fabio Cinetti؛ زادهٔ ۲۱ اکتبر ۱۹۷۳) بازیکن فوتبال اهل ایتالیا است.
از باشگاه‌هایی که در آن بازی کرده‌است می‌توان به باشگاه فوتبال اینتر میلان، باشگاه فوتبال تورینو، باشگاه فوتبال کیه‌وو ورونا، باشگاه فوتبال مونتسا، باشگاه فوتبال کومو، باشگاه فوتبال لیورنو، و باشگاه فوتبال نیس اشاره کرد.